# Laura J. Shepherd
Laura J. Shepherd (* 14. März 1977) ist eine australische Politikwissenschaftlerin, die als Professorin an der Universität Sydney forscht und lehrt. Ihr politikwissenschaftliches Spezialgebiet sind die Internationalen Beziehungen. Von 2023/24 amtiert sie als Präsidentin der International Studies Association.

## Leben
Shepherd machte 1999 ihr Bachelor-Examen (Sozialanthropologie) an der britischen University of Sussex und dann zwei Master-Abschlüsse an der University of Bristol, 2002 in den Fächern Gender Studies und Internationale Beziehungen und 2003 in Forschungsmethoden. 2006 folgte dann, ebenfalls in Bristol, ihre Promotion. Titel der Dissertationsschrift war: The Impact of Armed Conflict on Women and Girls. A Feminist Reconceptualisation of (International) Security and (Gender) Violence.
Von 2006 bis 2010 lehrte sie als Lecturer an der University of Birmingham und ging dann 2011 als Associate Professor an die australische University of New South Wales. Seit 2018 ist sie Professorin für Internationale Beziehungen an der University of Sydney und außerdem seit 2017 Visiting Senior Fellow an der London School of Economics.
Shepherds Forschungsschwerpunkt liegt auf der Agenda Frauen, Frieden und Sicherheit des Sicherheitsrats der Vereinten Nationen. Sie untersuchte die Zusammenhänge von Geschlecht und Raum im UN-Diskurs zur Friedenskonsolidierung und der Akzeptanz der Agenda auf globaler, nationaler und lokaler Ebene. Weitere Forschungsinteressen sind feministische, postkoloniale und dekoloniale Ansätze in der Weltpolitik.

## Schriften (Auswahl)
- The self, and other stories. Being, knowing, writing. Rowman & Littlefield, Lanham 2023, ISBN 978-1-53816-963-6.
- Narrating the women, peace and security agenda. Logics of global governance. Oxford University Press, New York 2021, ISBN 978-0-19755-724-2.
- Gender, UN peacebuilding, and the politics of space. Locating legitimacy. Oxford University Press, New York 2017, ISBN 978-0-19998-272-1.
- Gender, violence and popular culture. Telling stories. Routledge, Oxon/New York 2013, ISBN 978-0-41551-795-9.